# Jacques Péron
Pour les articles homonymes, voir Péron.
Jacques Péron, né le 8 septembre 1912 dans le 16e arrondissement de Paris et mort le 10 octobre 1988 à Saint-Germain-en-Laye, était un pilote de rallye et de circuits français.

## Biographie
Ce pilote exerça ses talents en course de 1951 à 1958, pour 44 compétitions.

## Victoires

### Rallyes
- Tour de France automobile: 1953 en catégorie Sport (avec R. Bertramnier, sur OSCA MT4 1100) (2e en 1951 avec R. Bertramnier sur Ferrari 212 Export; 3e en 1954 avec R. Bertramnier sur OSCA MT4; 5e 1957 en GT avec Georges Burrgraff sur Ferrari 250 GT; participation avec son épouse Louise en 1952 sur 212 Export);
- Rallye de Forêt: 1956 (sur Ferrari 250 GT LWB Berlinetta);
- Rallye d'Alger: 1957 (sur Ferrari 250 GT);

### Circuits
- Coupe du Salon: 1951 en Grand Tourisme (sur Ferrari);
- Grand Prix de Caen: 1952 (sur Ferrari 212 Export);
- Coupes USA (Montlhéry): 1956 (sur Ferrari 250 GT);
- Grand Prix de Paris: 1957 (sur Ferrari 250 GT);
- Razal Race: 1957 (sur Ferrari 250 GT);

(nb: il participe aux 24 Heures du Mans en 1951 avec Norbert Jean Mahé, terminant 9e sur Ferrari 212 Export, en 1954 avec David Brown, terminant 21e sur Aston Martin DB3S SC, et en 1955 avec Fernand Tavano, terminant 24e sur Ferrari 500 TRC; il participe également à la Panaméricaine de 1953, sur Osca MT4 1100)

### Copilote
- Rallye du Maroc: 1951 (avec Jean Lucas, sur Ferrari 212), et 1953 (avec le belge Paul van de Kaart, sur Porsche 356 1300).